# 渤海水西调
渤海水西调是一个构想中的巨型工程，基本上是将渤海的海水引入内蒙古和新疆的沙漠中，来改变整个西北地区的气候环境。